# ブラッディクリークの戦い (1711年)
1711年のブラッディクリークの戦い（ブラッディクリークのたたかい、Battle of Bloody Creek）は、1711年6月21日（6月10日）、アン女王戦争中に行われた戦闘である。アベナキ族が、アナポリス川岸で、イギリスとニューイングランド民兵連合軍を待ち伏せして勝利を収めた戦いで、後にこの場所は、この戦闘にちなんでブラッディクリークと呼ばれるようになった。現在の、ノバスコシア州カールトンコーナーのアナポリス川に注ぐこの水路（クリーク）では、1757年にも戦闘が行われた。
この戦闘は、アナポリスロイヤルを守っていたイギリス軍の戦力を削ぐための、ヌーベルフランスによる策略の一部だった。イギリスは、その前年にポートロワイヤルを攻略したばかりで、この地域の守りに多くの人数を割けなかった。この攻略で、すべての兵が戦死または捕囚されたことにより、フランスとインディアンの同盟軍は奮い立たせたが、彼らには大砲がなかったため、イギリス軍を効果的に攻められず、またイギリスが海路援軍をよこしたため、戦闘を放棄した。

## 歴史的背景
ノバスコシア州のポートロワイヤル、現在のアナポリスロイヤルは元々アカディアの首都であり、アカディアが発見された翌年の1604年に入植がはじまって、それから100年の間、アカディアの首都であり続けた。その結果、この地域は、イングランドの植民地とアカディア住民との限定的な争いの場となり、1613年、サミュエル・アーガイルに率いられたイングランド軍によって破壊されたものの、結局は再建された。1690年には、マサチューセッツ湾直轄植民地から攻略されたが、1697年9月20日の、レイスウェイク条約でフランスに返還された。

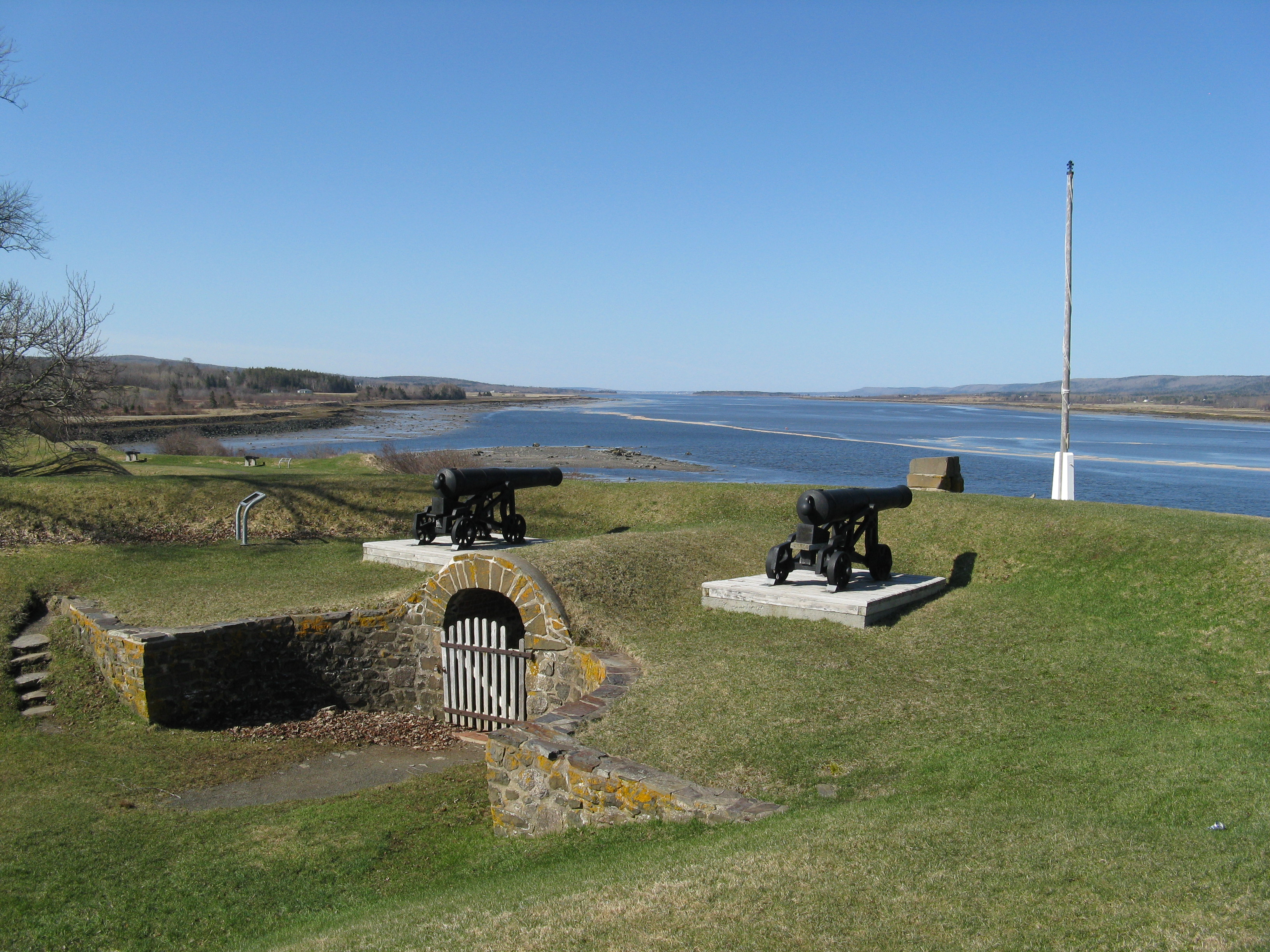
アン砦の砲台（2009年撮影）

1710年のポートロワイヤルの戦いで、ニューイングランド民兵とフランシス・ニコルソン率いるイギリス海兵隊がこの地を攻略し、アナポリスロイヤルと名を改め、砦もアン砦と改称された。またその後、民兵と海兵隊から成る約450人の兵が砦に駐屯した。その後何カ月かの間に、正規兵も駐屯隊に加わったが、駐屯隊の存在が功を奏していたのは、砦とその周辺だけだった。砦から3マイル（4.8キロ）以内に住むアカディア人は、駐屯隊の保護下にあったが、そのアカディア人たちには、イギリス国王への忠誠が強要された。481人のアカディア人が忠誠を誓うように言われたが、1711年の1月半ばの時点で、実際に誓いを立てたのは57人にすぎなかった。
ポートロワイヤル陥落の知らせがフランスに届いた時、海軍大臣のポンシャルトラン伯爵ルイ・フェリポーは、フランス人カトリック宣教師を、現在のメインとニューブランズウィックのワバナキ連盟（アルゴンキン語族の連盟）に派遣し、フランスはこの地で強力な足場を築くことができた。また、フランス人の父とペノブスコット族の母を持つベルナール＝アンセルム・ダバディ・ド・サンキャスタンはアカディアの最高指揮官に任命され、伝道師たちと同様の命令を受けた。

## 戦闘に至るまで

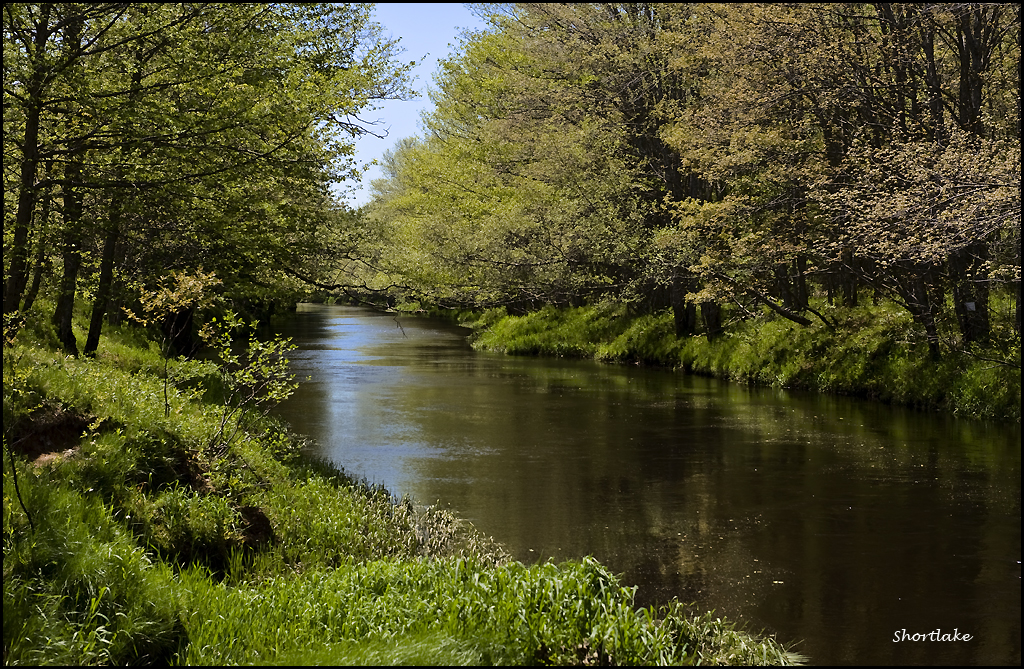
アナポリス川

駐屯隊にとってポートロワイヤルでの最初の冬はことのほか厳しく、1711年の始めまでに「士官を含む実戦配備の」イギリス兵たちが死亡、または病気や逃亡などで、人数が240人も減ってしまった。もう1つの難局は、砦の修理に必要なだけの食糧や物資が、入手困難であることだった。アカディア人たちは、駐屯隊の手助けにはさっぱり乗り気でなく、サンキャスタンとゴーランの行動もこれに拍車をかけた。アナポリスロイヤルのアカディア人は、インディアンが木こりを攻撃する恐れがあることに言及し、駐屯隊に必要な薪の伐採を拒否した。イギリス軍はこれに対抗して、木こりたちをインディアンから守るために武装勢力を送りこんだ。木こりと武装勢力とは、アナポリス川上流の森林へと送られ、切り出した木材でいかだを組んで下流に流した。
1711年5月、ノバスコシア総督のサミュエル・ヴェッチは、この森林伐採の一団と、イギリス軍を支援していた者たちが、イギリスの統治に反対するミクマク族とアベナキ族に攻撃されたという知らせを受け取った。ベッチは自分の報告書にこう記している「連日砦には、インディアンたちが人目を避けるように出没し、その数は増え続けている」そしてバンリュー（駐屯隊の保護地域）の村人たちも攻撃を受けたと書いている。砦の修復のための木材を、何が何でも手に入れるため、ヴェッチはニューイングランド民兵による70人の部隊を結成し、大尉のデヴィッド・ピジョンを指揮官に任命して、砦の技師と共に川の上流へと遠征させた。ピジョンは、木こりたちに、砦まで木材を持ち帰れば賃金をもらえ、イギリス軍の保護を受けられるが、もしそうでない場合は「厳しいこと」になると命令を出した。
ピジョンの一行が出発してほどなく、ゴーランとサンキャスタン率いるインディアンの武装勢力がアナポリスロイヤルの北に到着した。インディアンたちは、イギリス兵が現れた時に攻撃と待ち伏せを行うように命令を受けていた。このインディアン部隊の全体的な大きさと構成は正確には分からない。ヴェッチは150人と報告したが、他の文献ではせいぜい50人となっている。多くの歴史家は、この部隊はアベナキ族主体としているが、ジェフリー・プランクを始めとする何人かは、ミクマク族も何人かいたと主張している。イギリス軍の中尉ポール・マスカレンは、一時は、地元のアカディア人が何人が混じっていたのだろうと思っていたが、彼らがそのつい先日（ある証言によるもの、字義どおりにはその前日）到着したことを知って、アカディア人はいなかったのだろうと考えを改めた。この部隊の指導者が誰で、どの民族であるかもまた不明である。ヌーベルフランス総督フィリップ･ド･リゴー･ド･ヴォードルイユの報告によれば、ライマユと言う名の者がこの勢力を率いていたとある。

## 戦闘
ニューイングランド民兵は6月21日（10日）に、1隻の捕鯨船と2隻の平底船に分乗してアナポリスロイヤルを出発し、アナポリス川を目指した。潮の流れのせいで船が遅れ、彼らの到着より先に出発の情報が伝わっており、このためインディアンの部隊は、後にブラッディクリークと名がつく水路の河口で待ち伏せすることができた。捕鯨船は平底船よりも早く進み、インディアンたちが待ち伏せをしている場所に着いた時には、他の2隻より約1マイル（1.6キロ）も先にいた。インディアンの不意打ちは完璧だった。1人を残して捕鯨船の兵は全員殺された。砲撃音を聞いて、平底船の兵たちは急いで捕鯨船に追いつき、無防備にも奇襲された捕鯨船の方へまっすぐ近づいた。これは岸で待ち伏せしていたインディアンたちの標的となり、かなりの死傷者が出て、生き延びた者たちはインディアンに取り囲まれて降伏した。この戦闘による死者は16人、負傷者は9人で、その他は捕虜となった。

## アカディア人の抵抗

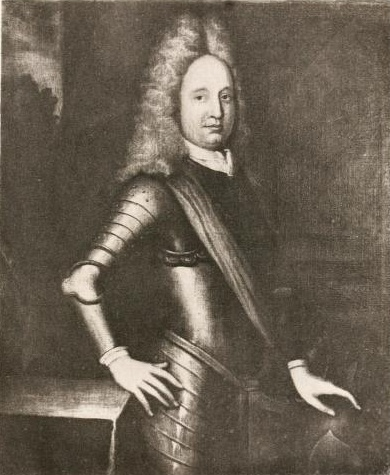
ノバスコシア総督サミュエル・ヴェッチ

ブラッディクリークでの勝利により、地元の抵抗勢力は再び活気づいた。そして、名目上はイギリスの保護下に置かれていたアカディア人たちは北部へと撤退し、その後直ちにアカディア人と、アベナキ族、ミクマク族による600人の部隊が結成され、ゴーランとサンキャスタンの指揮の下、アン砦に結集してそこを封鎖した。この砦の駐屯隊は人数が少なかったが、アカディア人たちの部隊は大砲を持っておらず、砦に攻撃の爪痕を残すことはできなかった。さらに、砦は海からの援軍が可能だった。ゴーランはニューファンドランドのプレザンス（プラセンティア）に、物資と包囲戦続行のための武器を求めて向かった。総督のフィリップ・パストゥール・ド・コスタベルは物資を供給したが、この船が運悪くも、ケベック遠征中のイギリス艦に遭遇して拿捕されてしまった。この遠征は、その後セントローレンス川で8隻の艦が遭難したため、当初のケベック攻撃の目的を放棄した。ノバスコシア総督のヴェッチは、地元民兵の指揮官としてこの遠征に同行していたが、200人の民兵を連れてアナポリスロイヤルに戻った。その時既にアカディア人とインディアンの包囲軍は撤退していた。

### 1757年の戦い

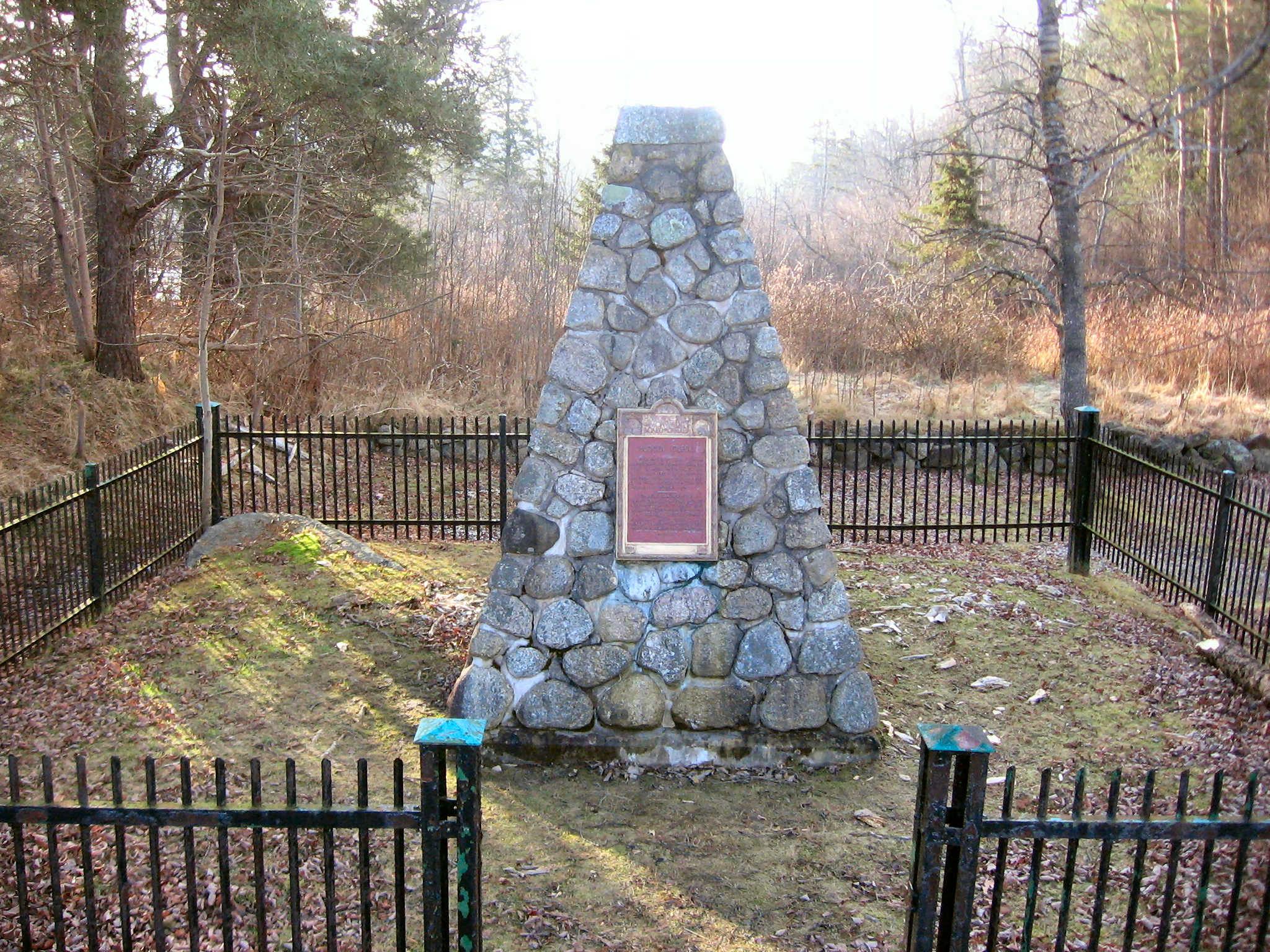
1711年と1757年の戦闘のモニュメント

アン女王戦争が終わるまで、アナポリスロイヤルはイギリスの支配下にあったが、アカディア人とインディアンは、1713年のユトレヒト条約で平和が訪れ、アカディアが正式にイギリス領となってからも抵抗を続けた。この抵抗を活気づけたのは、戦後、イギリスがアカディアの土地と自由を侵略したことに対しての、フランス側の奪還の思いであり、ユトレヒト条約の当事者とならなかったアベナキ、ミクマク両部族に対する懸念もあった。インディアンたちの対イギリス抗争は、1720年代のダマー戦争と発展した。これは主にニューイングランド北部での戦争だったが、ノバスコシアのイギリス人入植地も攻撃された。アカディア（ノバスコシア）をめぐる英仏の対立は、1750年代のフレンチ・インディアン戦争、そしてアカディア人追放まで解決の目を見なかった。そして、ブラッディクリークは、フレンチ・インディアン戦争中の1757年に再び戦闘の舞台となった。
この場所はその後カナダ国定史跡に認定された。